# Formula di Navier

Andamento dello sforzo normale nella flessione retta.

La formula di Navier detta anche formula della presso(tenso)-flessione è una relazione dovuta all'ingegnere francese Claude-Louis Navier che consente, in Scienza delle costruzioni, di determinare le tensioni normali agenti su una sezione trasversale di una trave di asse z sollecitata a flessione retta:
{\displaystyle \sigma _{z}={M_{x} \over I_{xx}}y}
Dove:
- {\displaystyle \sigma _{z}} è la tensione unitaria di sforzo normale, di dimensioni [N/m^2];
- {\displaystyle M_{x}} è il momento flettente agente lungo l'asse x, di dimensioni [Nm];
- {\displaystyle y} è la distanza di un'area elementare dall'asse neutro {\displaystyle n_{x}}, di dimensioni [m];
- {\displaystyle J=I_{xx}} è il momento d'inerzia (di superficie) lungo l'asse neutro {\displaystyle n_{x}}, di dimensioni [m^4].

Normalmente, in una trave di materiale omogeneo a sezione costante, essendo il momento d'inerzia delle singole sezioni costante ed essendo altrettanto costante l'entità della sollecitazione {\displaystyle M_{x}}, le tensioni normali risultano funzioni della sola variabile {\displaystyle y}, cosicché l'andamento del grafico dello sforzo normale assume un tipico andamento lineare detto "a farfalla", con annullamento in corrispondenza dell'asse neutro ({\displaystyle y=0}).

## Ipotesi e teoria
La formula di Navier è valida nelle condizioni in cui siano soddisfatte le ipotesi poste dal modello di de Saint Venant e l'ipotesi aggiuntiva di conservazione delle sezioni piane.
Nel modello il sistema di riferimento si assume essere quello relativo agli assi principali d'inerzia {\displaystyle G\left({n_{1}},{n_{2}},{n_{3}}\right)}, con {\displaystyle {n_{3}}} asse della trave e {\displaystyle n_{1}} direzione del momento flettente. Il corpo risulta pertanto sottoposto ad una flessione retta, dove:
{\displaystyle \sigma _{33}={M_{1} \over I_{11}}{x_{2}}}
La formula di Navier rappresenta una forma semplificata dell'analoga formula relativa alla pressoflessione deviata, nota anche come formula trinomia, anch'essa dovuta a Navier:
{\displaystyle \sigma _{33}={\frac {N}{A}}+{\frac {M_{1}}{I_{11}}}x_{2}-{\frac {M_{2}}{I_{22}}}x_{1}}